# Val d’Anast
Val d’Anast ist eine französische Gemeinde im Département Ille-et-Vilaine in der Region Bretagne. Sie gehört zum Kanton Guichen im Arrondissement Redon. Sie entstand als Commune nouvelle mit Wirkung vom 1. Januar 2017 durch die Fusion der bisherigen Gemeinden Campel und Maure-de-Bretagne.

## Gliederung
| Ortsteil                              | ehemaliger INSEE-Code | Fläche (km²) | Höhenlage (m) |      | Dichte (Einw. je km²) |
| ------------------------------------- | --------------------- | ------------ | ------------- | ---- | --------------------- |
| Campel                                | 35048                 | 11,10        | 47–119        | 0490 | 44,9                  |
| Maure-de-Bretagne (Verwaltungssitz)00 | 35168                 | 66,76        | 17–117        | 3454 | 51,7                  |

## Lage
Die Gemeinde hat folgende 13 Gemeinden als Nachbarn:
- Loutehel im Nordwesten,
- Maxent im Norden,
- Bovel im Nordosten,
- La Chapelle-Bouëxic und Mernel im Osten,
- Guignen, Lohéac und Lieuron im Südosten,
- Pipriac im Süden,
- Carentoir (Département Morbihan) und Saint-Séglin im Südwesten sowie
- Guer (Département Morbihan) und Les Brulais im Westen.

## Bevölkerungsentwicklung
| Gemeinde                  | Einwohnerzahlen (Census) |      |      |      |      |      |      |      |      |      |      |
| Gemeinde                  | 1962                     | 1968 | 1975 | 1982 | 1990 | 1999 | 2006 | 2008 | 2011 | 2013 | 2016 |
| ------------------------- | ------------------------ | ---- | ---- | ---- | ---- | ---- | ---- | ---- | ---- | ---- | ---- |
| Campel                    | 437                      | 412  | 419  | 394  | 396  | 403  | 489  | 513  | 505  | 487  | 490  |
| Maure-de-Bretagne00       | 2800                     | 2646 | 2516 | 2496 | 2552 | 2470 | 2911 | 3080 | 3241 | 3326 | 3454 |
| Val d’Anast               | 3237                     | 3058 | 2935 | 2890 | 2948 | 2873 | 3400 | 3593 | 3746 | 3813 | 3944 |
| Quelle: Cassini und INSEE |                          |      |      |      |      |      |      |      |      |      |      |

Die (Gesamt-)Einwohnerzahlen der Gemeinde   wurden durch Addition der bis Ende 2016 selbständigen Gemeinden ermittelt.

## Verwaltung
Die neue Mairie (Rathaus) befindet sich in Maure-de-Bretagne. Die beiden bisherigen Gemeinden haben die Funktion einer Commune déléguée innerhalb der Commune nouvelle Val d’Anast.